# 国花堂
国花堂（こっかどう、生没年不詳）とは、江戸時代の京都の浮世絵師。

## 来歴
師系・経歴不明。京都の人。作画期は明和から安永の頃にかけてで、合羽摺の浮絵を残している。

## 作品
- 「都嶋原あげや座敷」　横中判合羽摺　※菊屋安兵衛版
- 「ほり川夜うち」　中判合羽摺　※菊屋安兵衛版
- 「八島合戦」